# Maransis pluto
Maransis pluto är en insektsart som först beskrevs av Rehn, J.A.G. 1914.  Maransis pluto ingår i släktet Maransis och familjen Diapheromeridae. Inga underarter finns listade i Catalogue of Life.